# Richard Ier d'Aversa
Richard Ier d'Aversa ou Richard Ier de Capoue, né vers 1025 et mort le 5 avril 1078, est le sixième comte normand d'Aversa (1049-1078), et le premier prince normand de Capoue (1058-1078). Il est, avec Robert Guiscard, l'un des principaux protagonistes de la conquête normande de l'Italie du Sud.

## Biographie
Richard est le fils d'Asclettin Quarrel, comte d'Acerenza, l'un des douze barons normands qui se partagent l'Apulie à Melfi en 1042. Il est aussi le neveu de Rainulf Drengot, premier comte normand d'Aversa, et le frère d'Asclettin, deuxième comte normand d'Aversa. Richard arrive en Italie du Sud peu après la mort de Rainulf en 1045, en compagnie de quarante chevaliers normands. Il entre d'abord au service d'Onfroi de Hauteville, frère de Drogon de Hauteville, comte d'Apulie, qui le traite avec respect et honneur. Richard commande ensuite la modeste seigneurie de Genzano, avant d'évincer le jeune Herman, cinquième comte normand d'Aversa, vers 1050.
En 1053, il répond favorablement à l'appel d'Onfroi de Hauteville, comte d'Apulie, contre la coalition anti-normande formée par le pape Léon IX. Commandant l'aile droite de l'armée normande au cours de la bataille de Civitate, il met en fuite le corps d'armée lombard qui lui est opposé avant de prendre à revers le gros de l'armée ennemie, et contribue ainsi grandement à la victoire finale. De retour à Aversa, il étend considérablement son territoire aux dépens des Lombards. 
À la mort du prince Pandolf V en 1057, Richard entame le siège de Capoue. Il s'empare de la ville en juin 1058 après un long siège et met fin au règne des princes lombards sur la ville. Il obtient le titre de prince de Capoue et étend son territoire jusqu'à la frontière des États pontificaux. En novembre de la même année, il est accueilli chaleureusement à l'abbaye du Mont-Cassin. Dès ce moment, les Normands abandonnent le statut de brigands et deviennent les protecteurs et bienfaiteurs de l'abbaye. En témoigne la chronique très favorable aux Normands rédigée par le moine Aimé du Mont-Cassin.
En 1059, lors du concile de Melfi, Richard est officiellement reconnu prince de Capoue par le pape Nicolas II. Le prince normand confirme cette investiture par un serment de fidélité au pape Alexandre II en 1061. L'année suivante, Richard assiège la citadelle de Capoue, qui était restée entre les mains des Lombards. En 1063, il s'empare du duché lombard de Gaète. Richard impose progressivement son autorité dans le nord de sa principauté, et soumet les barons lombards révoltés.
Tantôt rival et tantôt allié du duc normand Robert Guiscard, Richard soutient la révolte des barons d'Apulie en 1073, avant d'apporter son soutien militaire à la prise de Salerne par le duc d'Apulie en 1076. En échange, Robert apporte son aide au prince de Capoue lors de son offensive contre Naples en 1077. Richard trouve la mort au cours du siège de la ville le 5 avril 1078. Son pouvoir est transmis à son fils Jourdain, né de son mariage avec Frédésende, fille de Tancrède de Hauteville et sœur de Robert Guiscard.